# Франсес Стернхејген
Франсес Хаси Стернхејген (енгл. Frances Hussey Sternhagen; Вашингтон, 13. јануар 1930 — Њу Рошел,  27. новембар 2023) била је америчка позоришна, филмска и ТВ глумица.
Стернхејген је дебитовала на Бродвеју 1955. године. Од тада је њена каријера почела да се брзо развија и постала је прилично популарна глумица у позориштима у Њујорку. Глумица је неколико пута номинована за позоришну награду Тони и два пута је добила. Њена најпознатија улога у позоришту је госпођица Дејзи у представи Возећи госпођицу Дејзи. На филму је дебитовала 1967. године у филму Up The Down Staircase. Од тада је повремено радила у Холивуду, појављујући се у малим улогама.